# ورزشگاه بوکووینا
ورزشگاه بوکووینا (به لاتین: Bukovyna Stadium) یک ورزشگاه در اوکراین است که در چرنیوتسی واقع شده‌است.